# محمد عمر (حكم)
محمد عمر علي الصعيدي الشمري (1966 - ) حكم دولي إماراتي سابق ولد في دبي.

## حياته
تعلم في  مدرسة الراشدية الابتدائية بعجمان، وبدأ فيها لعب كرة القدم، وبزغت موهبته في دوري الفصول، ومنها انضم إلى فرق الناشئين في نادي عجمان، وتدرج بها حتى وصل مبكراً إلى الفريق الأول، وحصل معه على كأس رئيس الدولة.
تخرج في كلية الآداب قسم اجتماع من جامعة الإمارات، انضم لنادي عجمان عام 1975، واستمر به حتى اعتزل 1993، ليبدأ مسيرته مع التحكيم في عام 1995، ويدير أول مباراة له كحكم ملعب عام 1996، بين فريقي النصر والشارقة للناشئين.
حصل وهو لاعب مع فريق عجمان، على كأس رئيس الدولة عام 1984، ضمن كوكبة من اللاعبين الموهوبين، أبرزهم صديقاه علي جبر وعبد الله أبو شهاب، كما حصل خلال مسيرته التحكيمية على العديد من الجوائز، أبرزها أفضل حكم في خليجي 16 في الكويت
حصل على الشارة الدولية 2001، وأصبح من أبرز حكام كرة القدم الإماراتية، قبل أن يعتزل في عام 2010، ويتحول إلى العمل الإداري، عضواً في اتحاد الكرة، ورئيساً للجنة الحكام به.